# Wacław Preis
Wacław Preis (ur. 8 stycznia 1909 w Bogusławkach, zm. 4 sierpnia 1990 w Tczewie) – polski duchowny rzymskokatolicki, prezbiter, profesor misjologii w Wyższym Seminarium Duchownym w Pelplinie, kanonik honorowy kapituły katedralnej chełmińskiej.

## Życiorys
Pochodził z wielodzietnej rodziny rolniczej Teofila i Marianny z Makowskich. W 1927 ukończył Państwowe Gimnazjum Humanistyczne w Chełmży i podjął studia w pelplińskim seminarium. 19 grudnia 1931 przyjął święcenia kapłańskie z rąk ordnariusza chełmińskiego biskupa Stanisława Okoniewskiego. Był wikariuszem przy katedrze chełmińskiej oraz sekretarzem Rady Diecezjalnej Papieskiego Dzieła Rozkrzewiania Wiary, w 1936 wyjechał na uzupełniające studia do Rzymu, uwieńczone doktoratem w Papieskim Instytucie Misjologicznym w czerwcu 1939. Krótko przed wybuchem II wojny światowej powrócił do Polski, przebywał w rodzinnej parafii, ale zagrożony aresztowaniem przedostał się do Generalnego Gubernatorstwa. Był m.in. duszpasterzem w Grodzisku Mazowieckim i kapelanem w powstaniu warszawskim.
W marcu 1945 powrócił do diecezji chełmińskiej i objął obowiązki prokuratora seminarium w Pelplinie. Na zaproszenie starosty uczestniczył w powitaniu Wojska Polskiego w Toruniu 6 marca tegoż roku. W listopadzie 1945 objął jako administrator parafię św. Michała Archanioła w Sopocie. W listopadzie 1946 biskup diecezji chełmińskiej Kazimierz Kowalski powołał go na stanowisko profesora Wyższego Seminarium Duchownego w Pelplinie, powierzając jednocześnie obowiązki kierownika sekretariatu Papieskich Dzieł Misyjnych w diecezji chełmińskiej, dyrektora Związku Misyjnego Kleru oraz administratora parafii Rajkowy. Od maja 1950 ks. Preis był proboszczem parafii św. Krzyża w Tczewie i jednocześnie dziekanem dekanatu tczewskiego.
Otrzymał szereg godności kościelnych – szambelana papieskiego (28 marca 1952), kanonika honorowego kapituły katedralnej chełmińskiej (30 kwietnia 1954), papieskiego prałata domowego (27 stycznia 1964). Od października 1967 wchodził w skład Komisji Misyjnej przy Konferencji Episkopatu Polski, od lutego 1968 był dyrektorem Diecezjalnej Akcji na Rzecz Misji Zagranicznych. W procesie beatyfikacyjnym biskupa Konstantyna Dominika pełnił funkcję postulatora.
Przeprowadził restaurację Tczewskiej Fary, za co Ministerstwo Kultury i Sztuki wyróżniło go Odznaką „Za opiekę nad zabytkami”. Wykłady z misjologii w seminarium prowadził do 1984, w 1986 złożył urząd dziekana, a w styczniu 1988 proboszcza. Został pochowany na cmentarzu parafialnym w Tczewie.